# Filet de chargement
 (février 2025).
Pour les articles homonymes, voir Filet.

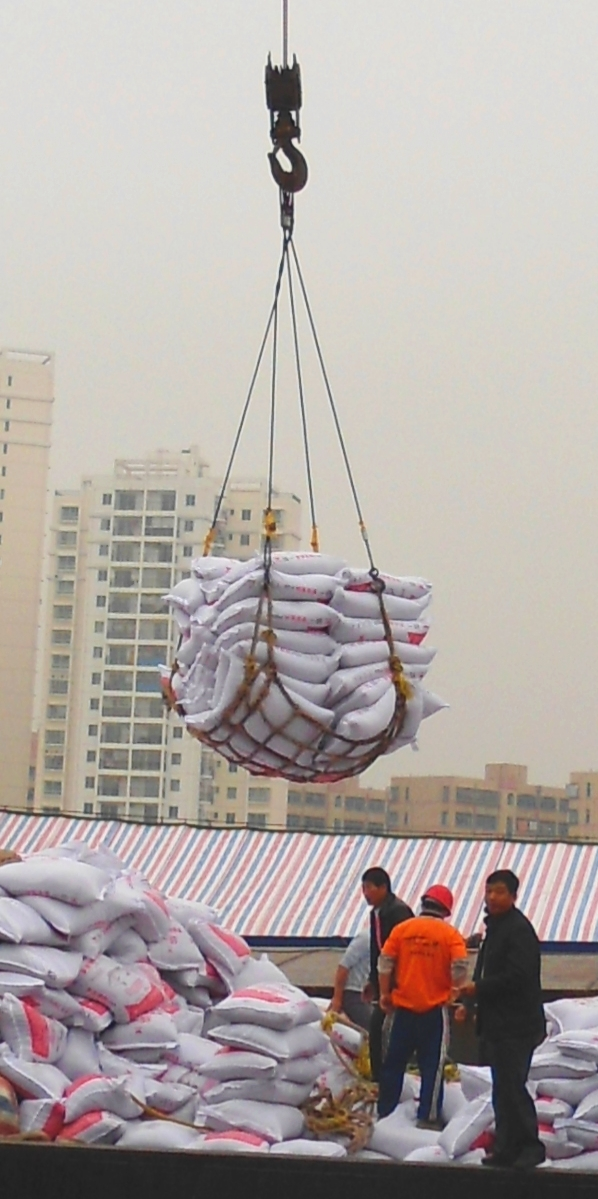
Un filet de chargement utilisé pour décharger des sacs d'un navire au port de Haikou, ville de Haikou, Hainan, Chine.

Un filet de chargement est un type particulier de filet utilisé pour transférer une cargaison d'un bateau à un autre. Il est généralement carré, parfois rond, fabriqué avec une corde épaisse. Les angles disposent de sangles pour maintenir le chargement à la verticale.

## Utilisations

### Transfert de marchandises

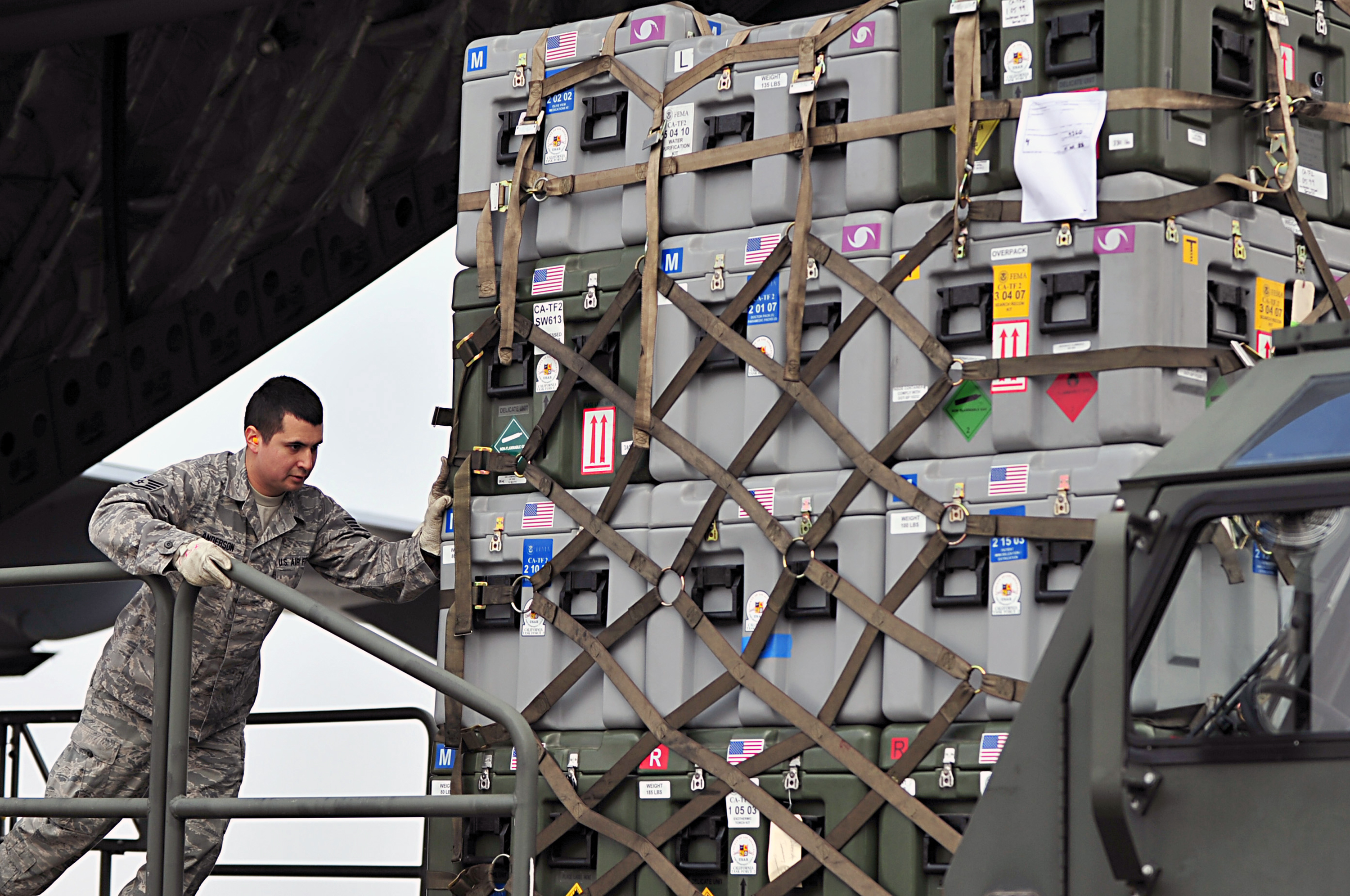
Chargement d'une cargaison sécurisée à l'aide d'un filet de chargement

Dans le transport maritime, les filets de levage de marchandises sont utilisés pour charger et décharger des marchandises. Le filet est déployé par les dockers, qui y placent les marchandises. Ils attachent ensuite les sangles à un crochet de grue. En soulevant le crochet, les coins du filet sont tirés autour de la cargaison. Il en résulte une charge équilibrée et sécurisée qui peut être soulevée en toute sécurité. Dans le secteur de la construction, les marchandises sont également transférées d'un endroit à un autre à l'aide de filets de chargement. Lorsqu'ils sont utilisés pour transférer des marchandises par hélicoptère, ils sont appelés filets de chargement « suspendus ».

### Sécurisation des charges
Les filets de chargement sont utilisés par l'armée et dans l'industrie du transport maritime pour sécuriser les charges afin d'éviter qu'elles ne bougent pendant le transport, ainsi que pour en dissuader le vol.

### Parcours d'obstacles

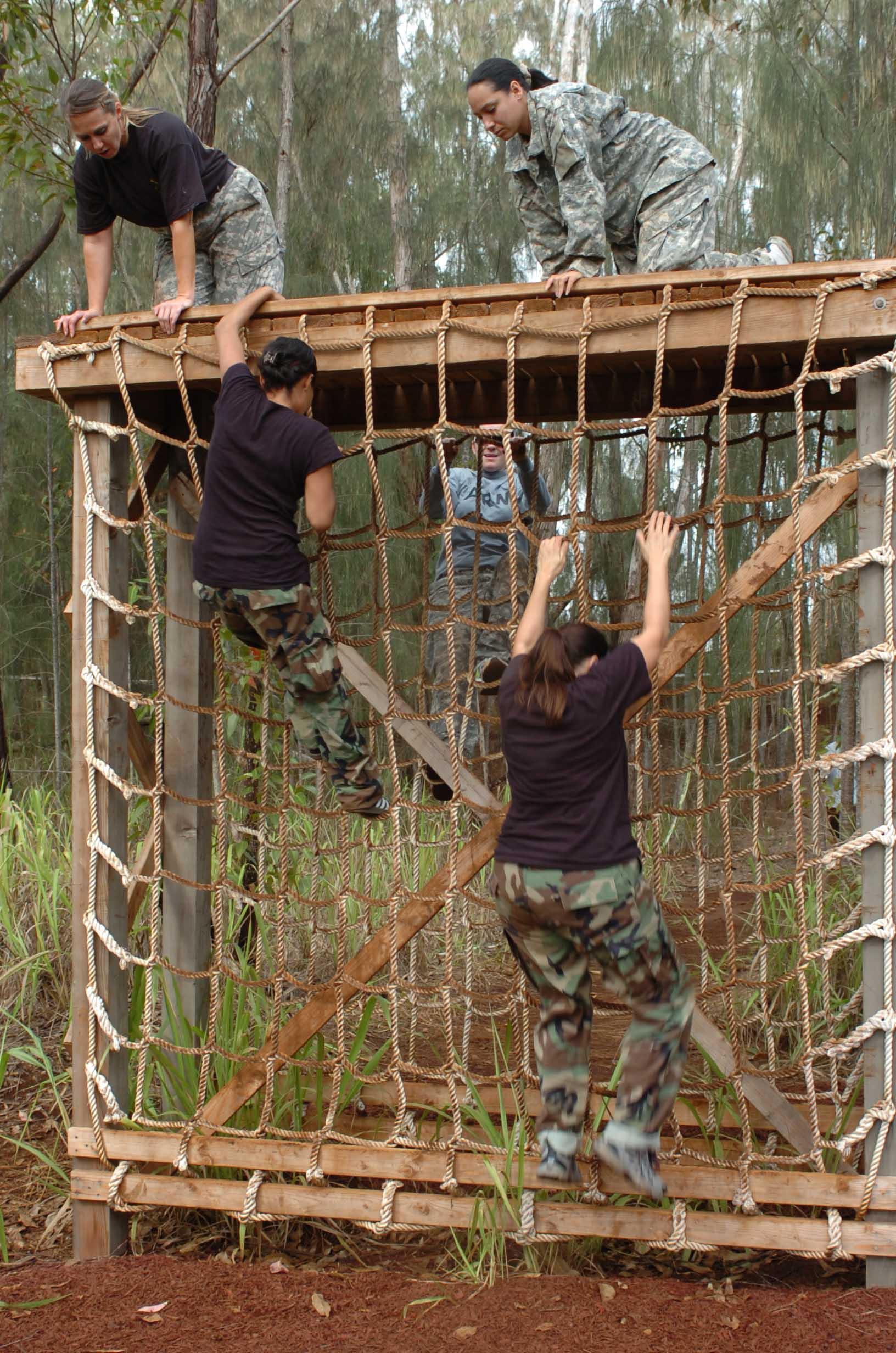
Escalade d'un filet tendu

Dans le cadre de parcours d'obstacles, les filets de chargement sont utilisés comme échelles flexibles. Cet usage provient des filets utilisés par les troupes d'assaut amphibies pour monter à bord des péniches de débarquement. Les troupes descendaient des filets suspendus au flanc du navire et montaient à bord de la péniche.

### Terrains de jeux
Bien qu'ils soient encore utilisés dans les aires de jeux du monde entier, les filets tendus ont fait l'objet de critiques en raison du risque d'étranglement. La Commission américaine de sécurité des produits de consommation a émis un avis exprimant son inquiétude quant au risque que la tête d'un enfant puisse se retrouver coincée si les ouvertures sont d'une taille particulière.

### Sauvetage en mer et embarquement de navires
Dans un contexte marin, des filets de chargement peuvent être suspendus sur le côté d'un navire pour permettre aux passagers bloqués dans l'eau de monter à bord en toute sécurité. Les filets de chargement peuvent également être utilisés pour transférer des troupes d'un navire vers une péniche de débarquement.

### Barrières de sécurité
Sur les navires, notamment, les filets sont utilisés comme barrières physiques, pour empêcher les individus de tomber à travers les ouvertures ou par-dessus bord dans la mer.